# 前島 (山口県)

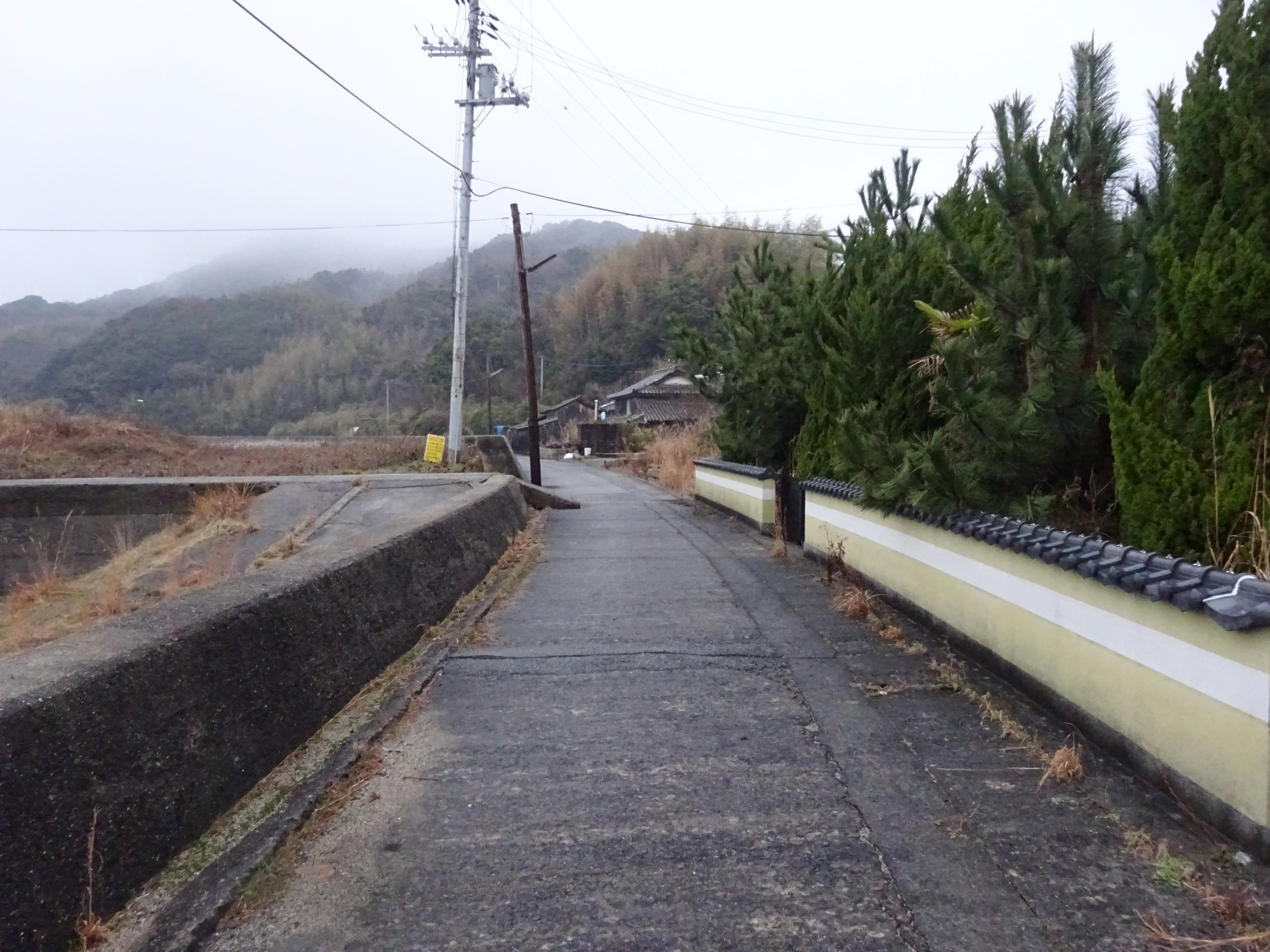
前島の町並み

前島（まえじま）は、山口県大島郡周防大島町に属する島である。

## 概要
周防大島町久賀港の北約6kmの瀬戸内海海上にある島である。文化年間（1804～1817）に藩有林の見回り役が住み込んで拓かれたことが始まりだともいわれる。

## 交通
定期船「くか」
- 前島航路（久賀港 - 前島港）

- 周防大島町営船「久賀渡船」
- 前島港待合所（旅客船）